# Karl Matthias Ernst

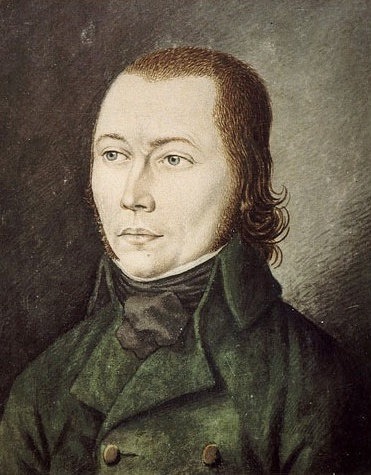
Ernsts berühmtestes Gemälde: „Der Schinderhannes“, 1803

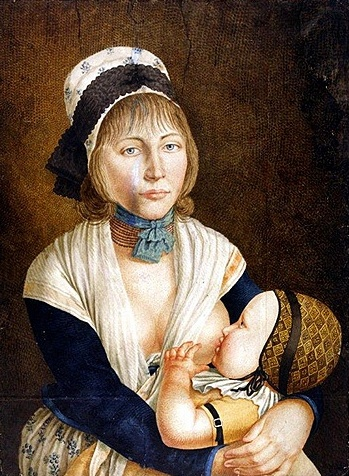
„Julchen“, die Braut des „Schinderhannes“, Gouache von Karl Matthias Ernst, 1803

Karl Matthias Ernst (* 24. Februar 1758 in Mannheim; † 1830, ebenda) war ein kurpfälzischer Maler und Grafiker.

## Biografie
Karl Matthias Ernst besuchte Anfang der 1770er Jahre die Mannheimer Zeichnungsakademie, wo er ein Schüler des Kupferstechers Egid Verhelst und des Malers Franz Anton Leitenstorffer war.
Aufgrund von Streitigkeiten mit Verhelst brach er nach drei Jahren die Ausbildung in Mannheim ab und trat zu Basel in die Werkstatt des Stechers Christian von Mechel ein. Dort blieb er ebenfalls etwa drei Jahre. Nach einem Zwischenaufenthalt in der Grafschaft Mömpelgard, wo er sich zu Montbéliard, am Hof des damals dort residierenden Herzogs Friedrich Eugen von Württemberg bekannt machte, kehrte Ernst nach Mannheim zurück. Hier studierte er ein weiteres Jahr an der Zeichnungsakademie und gewann 1782 den jährlich ausgesetzten Preis für die beste Leistung.
Aufgrund angegriffener Gesundheit hielt sich Karl Matthias Ernst zur Genesung in Rheinhessen, nahe Alzey auf. Von hier aus kam er in Verbindung mit dem Nassau-Weilburgischen Hof in Kirchheimbolanden und wurde dort Ende 1783 Hofzeichner. Später kehrte der Maler in seine Heimatstadt Mannheim zurück, wo er sich weiterhin künstlerisch betätigte und auch Unterricht erteilte. Dort starb er 1830.
Neben zahlreichen Bildern lieferte Ernst auch fachspezifische Stiche für medizinische Werke und fertigte Landkarten. Bis heute berühmt blieb er durch seine weit verbreiteten Porträts des Räuberhauptmanns Johannes Bückler (Schinderhannes), dessen Geliebter Juliana Blasius und von Personen aus deren Umfeld, die alle 1802/1803 in Mainz vor Gericht standen. Karl Matthias Ernst fertigte während der Hauptverhandlung, im Auftrag des Gerichtspräsidenten Georg Friedrich Rebmann, Porträts von Bückler und anderen Angeklagten. Mehrere Stiche und Bilder mit deren Konterfeis sind 1803 in seiner Werkstatt entstanden und wurden damals offenbar in großer Zahl als Kopien vertrieben.

## Galerie von Bildern des Malers

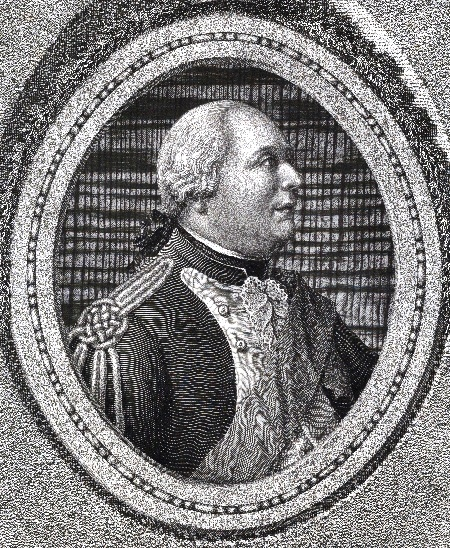
Fürst Karl Christian von Nassau-Weilburg, um 1785
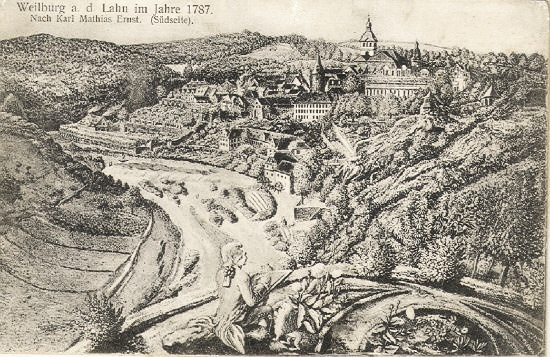
Stadtansicht Weilburg, 1787
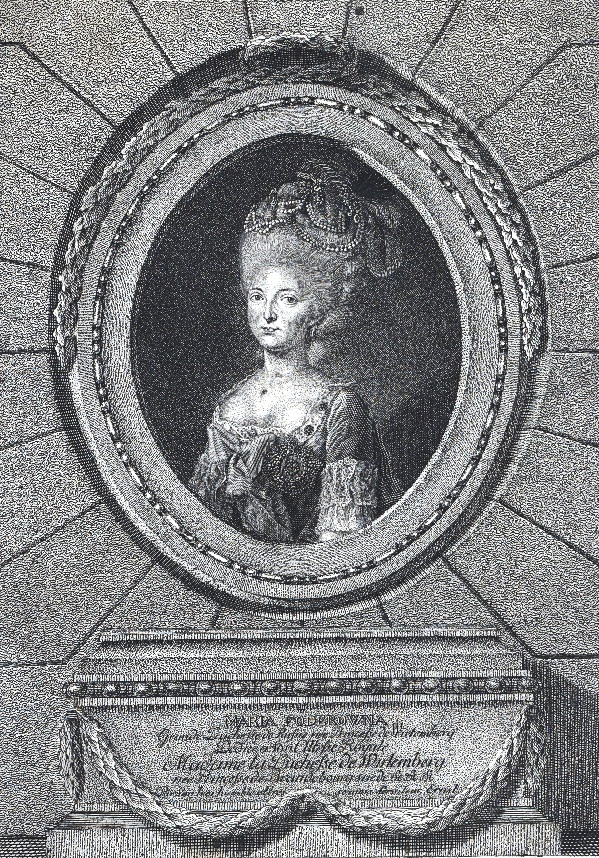
Kaiserin Maria Feodorowna von Russland
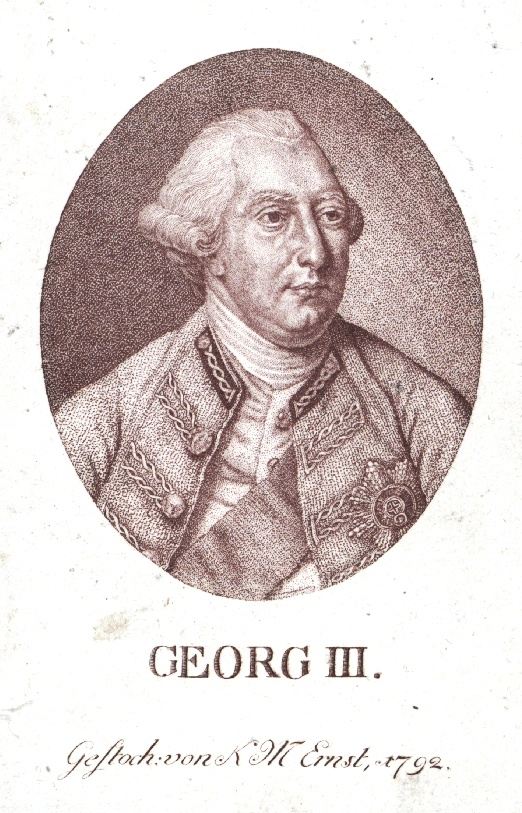
König Georg III. von England, 1792
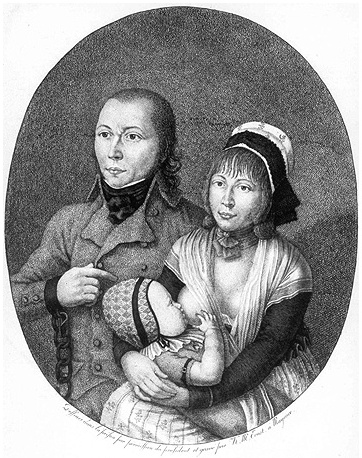
Der Schinderhannes mit Braut und Kind, 1803
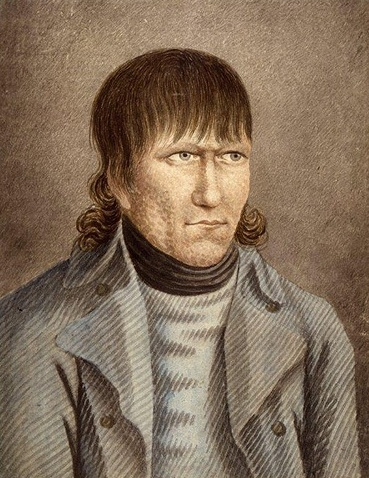
Peter Hassinger, Räuber im Umfeld des Schinderhannes
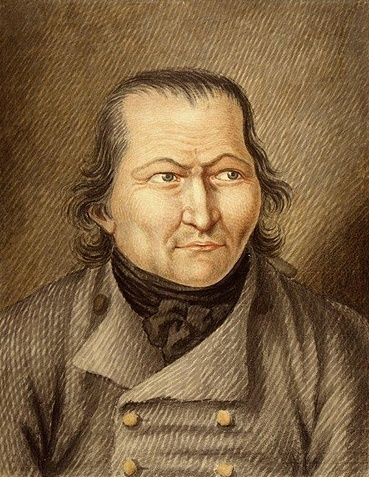
Johann Müller, genannt Müllerhannes, Räuber im Umfeld des Schinderhannes
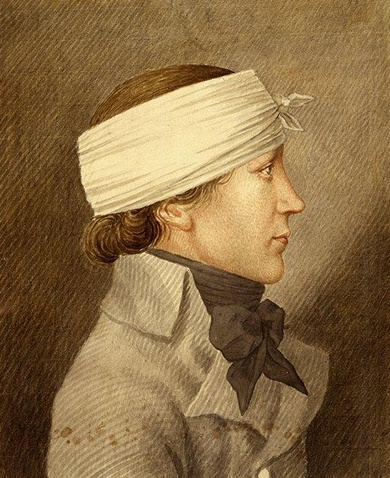
Georg Friedrich Schulz, Räuber im Umfeld des Schinderhannes
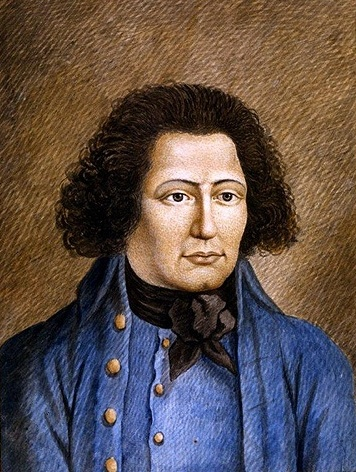
Philipp Klein aus Dickesbach, genannt Husaren Philipp, Räuber im Umfeld des Schinderhannes
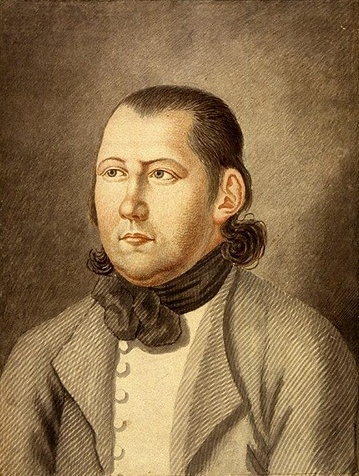
Franz Bayer, genannt Scheeler Franz, Räuber im Umfeld des Schinderhannes
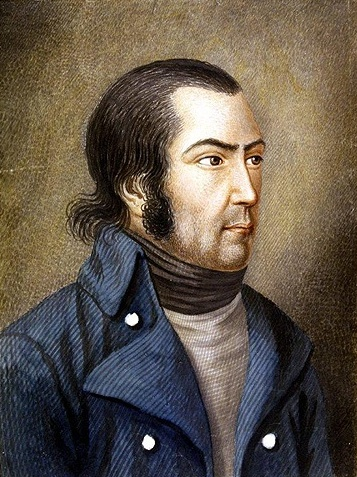
Christian Reinhard, genannt Schwarzer Jonas, Räuber im Umfeld des Schinderhannes
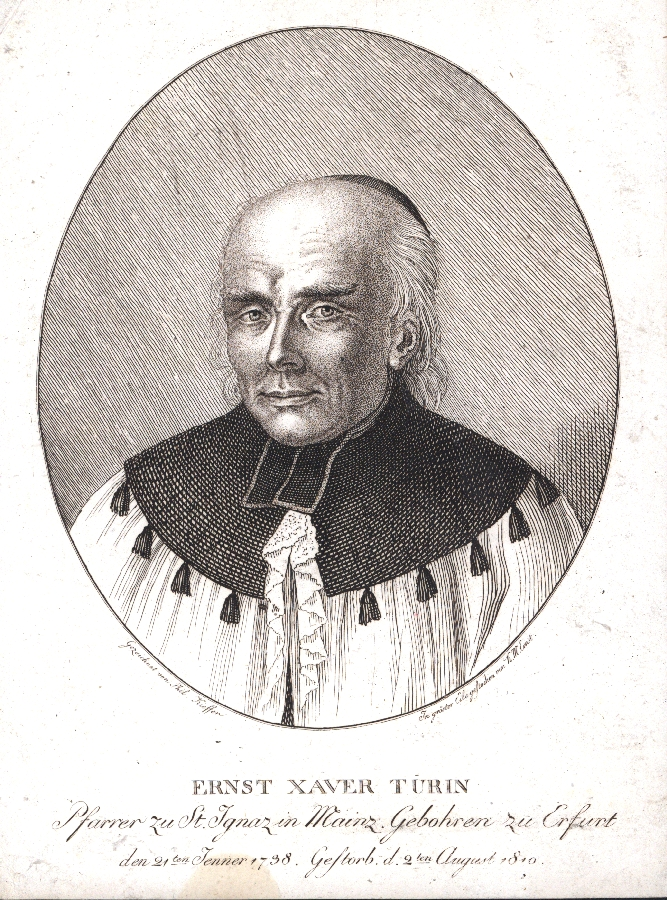
Ernst Xaver Turin, Domherr und Generalvikar in Mainz, um 1810

| Personendaten    | Personendaten                                                  |
| ---------------- | -------------------------------------------------------------- |
| NAME             | Ernst, Karl Matthias                                           |
| ALTERNATIVNAMEN  | Ernst, Carl Matthias; Ernst, Karl Mathias; Ernst, Carl Mathias |
| KURZBESCHREIBUNG | deutscher Maler und Grafiker                                   |
| GEBURTSDATUM     | 24. Februar 1758                                               |
| GEBURTSORT       | Mannheim                                                       |
| STERBEDATUM      | 1830                                                           |
| STERBEORT        | Mannheim                                                       |